# Domegge di Cadore
Domegge di Cadore (Doméje in ladino) è un comune italiano di 2 212 abitanti della provincia di Belluno in Veneto.

## Geografia fisica
Il paese è situato nelle Dolomiti dell'alta valle del Piave, sulla sponda destra del fiume e ad un'altitudine che varia dai 655 m s.l.m. della parte vecchia della frazione di Vallesella, fino ai 900 della frazione di Grea.

### Montagne
I gruppi montuosi sui quali si estende il territorio sono Monfalconi, Spalti di Toro ad est; Marmarole ad ovest. Tra le cime più rappresentative il Monte Montanèl (2.441 m) del Gruppo del Monte Cridola.

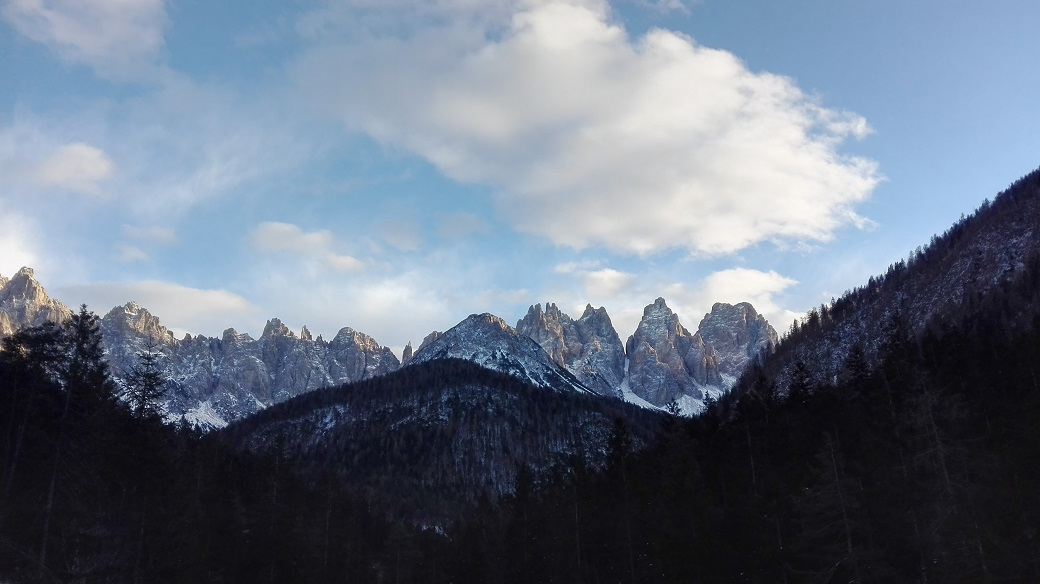
Gli Spalti dalla val Talagona

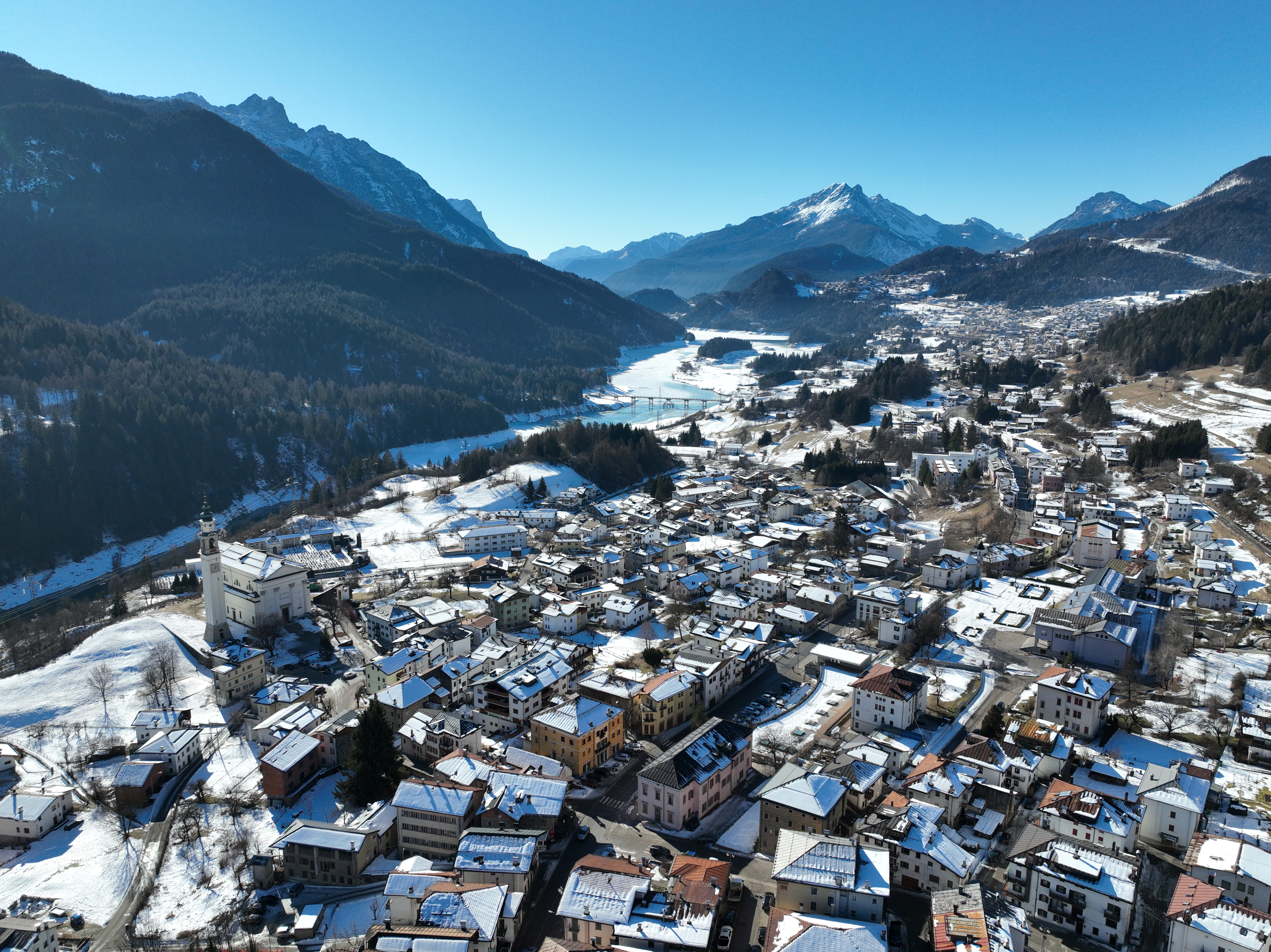
Panorama

### Fiumi e laghi
Il comune è attraversato dal fiume Piave, imbrigliato dalla diga di Pieve di Cadore a costituire il lago di Centro Cadore. Sul suo territorio, a costituire confine con l'adiacente comune di Calalzo di Cadore, i torrenti Molinà e Talagona, mentre lo separa solo amministrativamente dal comune di Lorenzago di Cadore il torrente Cridola, tutti affluenti del sopracitato Piave.
Da oltre 120 anni questi luoghi sono famosi per la produzione di montature per occhiali e ancor oggi meta ambita per acquistare i prodotti ottici.

## Storia

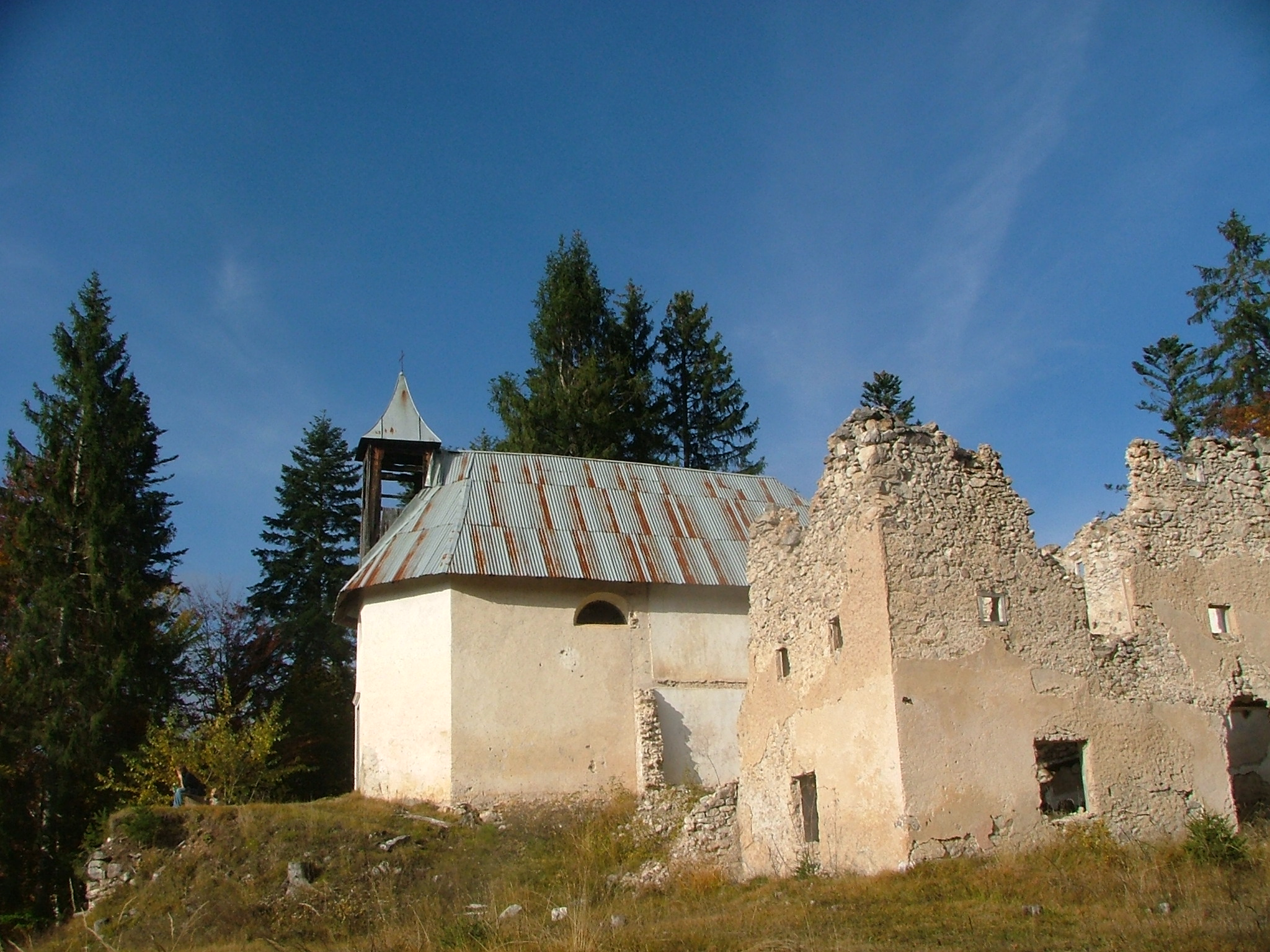
Eremo dei Romiti prima della ristrutturazione

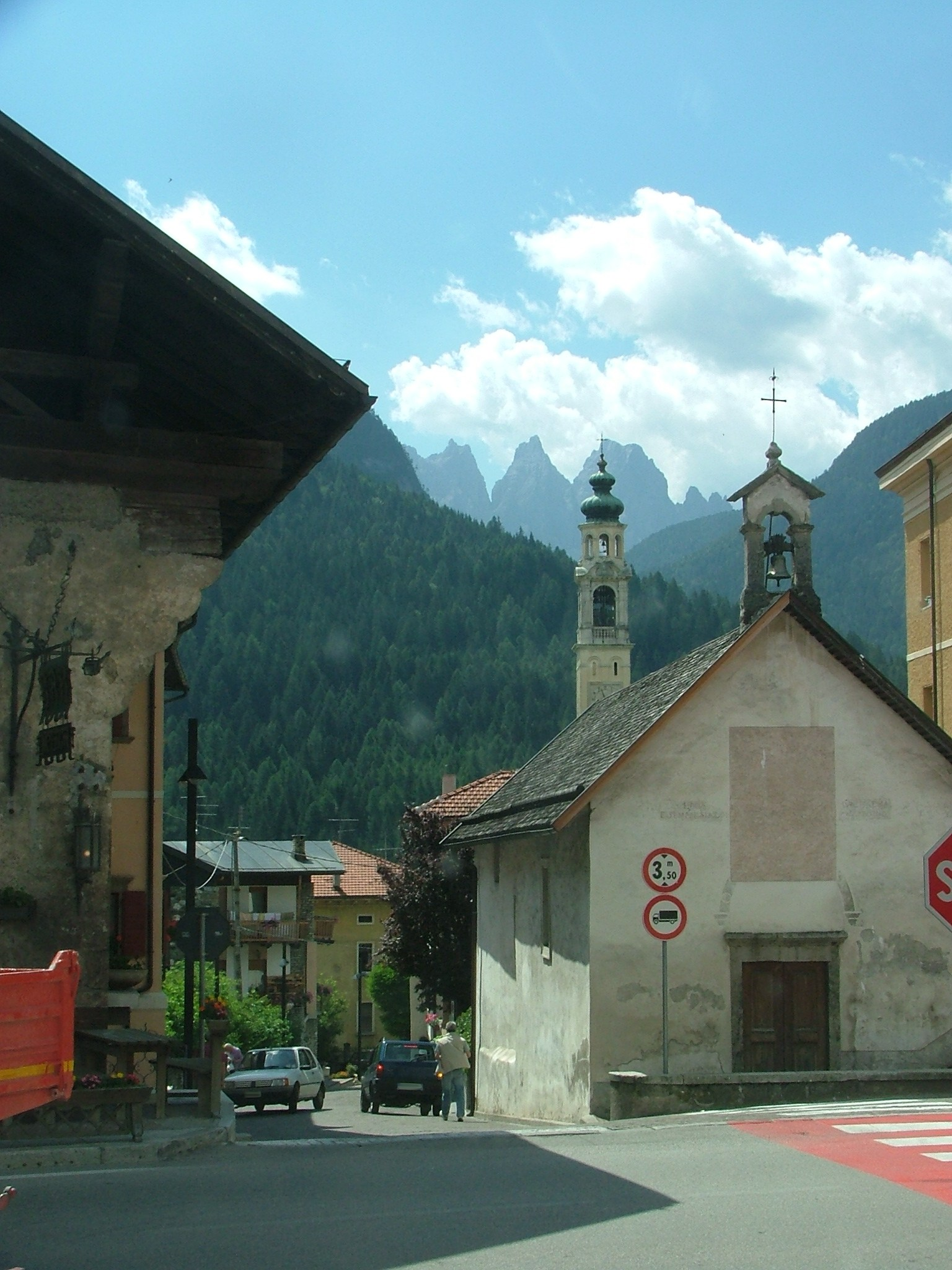
Chiesa di san Rocco e il bar Serenissima

### Dall'età del bronzo ai Romani
Il rinvenimento in una cava in località Crodola (m.801) di un falcetto e un'ascia ad alette bronzei datati al XIII-XII secolo a.C. è il più antico segno di frequentazione umana in Centro Cadore. Un altro reperto molto interessante è l'elmo in ferro trovato a Pegnola (Vallesella) datato al IV-III secolo a.C.; uno studio della dottoressa Gambacurta fa una comparazione con le notizie sugli elmi trovati a Lozzo, Calalzo e Pozzale per affermare che si tratta di una tipologia unitaria. 
Mettendoli a confronto con elmi del nord Italia e d'oltralpe conclude che, pur avendo molte affinità con reperti celtici della valle del Gail, si tratta di oggetti di fattura locale. Sono state trovate monete che vanno da Vespasiano (69-79 d.C.) a Marco Aurelio (161-180 d.C.) in varie località; Col de Medol, Vince, Casa De Bernardo. Infine nel centro di Domegge è stata rinvenuta una sepoltura di tre inumati (due adulti e un giovane), supini con il capo rivolto a nord. Il corredo era composto da una collana con perle in pasta vitrea, orecchino d'argento, armilla e catenina bronzee; il materiale è stato datato al VI-VII secolo d.C. Durante lo scavo sulla statale per la posa del metano è stato rinvenuto un teschio umano molto vicino al precedente sito; perciò si potrebbe ipotizzare una necropoli. 
Lavori edili nel 2004 hanno consentito, grazie all'attenzione del Gruppo del funzionario della Soprintendenza Padovan, di confermare la presenza dell'area sepolcrale. Un'altra necropoli era probabilmente situata nell'area posta a est della chiesa; ai primi del Novecento in località Le Cioupe furono rinvenute due scheletri e parti di oggetti in bronzo, forse armature. Durante dei lavori in via Trieste 6 erano stati ritrovati due o tre scheletri e vasi in terracotta rossi e gialli, ossa animali e una catena con collare. Nel 1865 venne trovato un cranio insieme con uno spillone e una piastra circolare. Questo reperto aveva dieci raggi segnati da pallottoline che erano distribuite su tutta la circonferenza; un filo attorcigliato alla piastra aveva un pendente di vetro bianco e celeste. 
L'area è vicina a Col de Medol, dove sembra ci fossero dei muri sul luogo del rinvenimento di alcune monete. Dal versante del colle che guarda la chiesa sgorgava una sorgente di acqua puzzolente (solforosa?) che attraversava i prati di Le Cioupe per poi confluire nel Piave. Va anche citata l'area di Facen, sul lato opposto del lago, dove Alessio De Bon aveva avuto notizie del rinvenimento di sepolture ad inumazione senza corredo, che attribuiva al Medioevo. L'area è ad ampi terrazzi e soleggiata, il toponimo è forse di origine retica, il che ripropone la questione delle culture presenti in Cadore nel periodo preromano.

### Storia recente
All'inizio del XX secolo la comunità domeggese fu coinvolta nei fenomeni migratori che interessarono il cadorino e in generale l'intera penisola: un emigrante proveniente da Vallesella è censito fra le vittime della più grave sciagura mineraria che la storia degli Stati Uniti ricordi, avvenuta il 6 dicembre 1907 a Monongah, nella Virginia Occidentale.
Nella seconda metà del XX secolo l'intera area del Cadore è stata interessata da un improvviso miglioramento delle condizioni di vita dovuto allo sviluppo dell'industria dell'occhiale e conseguentemente dall'abbandono delle attività agro-silvo-pastorali. Fra le realtà più importanti da ricordare l'azienda Giorgio Fedon.
Nell'agosto del 1992 balzò alla ribalta della cronaca nera nazionale per essere stata teatro del misterioso suicidio di don Mario Bisaglia fratello del senatore Antonio Bisaglia, il quale fu ritrovato cadavere nel lago di Centro Cadore.

## Società

### Evoluzione demografica
Abitanti censiti

## Monumenti e luoghi d'interesse
- Chiesa parrocchiale di San Giorgio
- Chiesa della Beata Vergine della Molinà
- Eremo dei Romiti di Monte Froppa
- Rifugio Baion

## Amministrazione

### Altre informazioni amministrative
La denominazione del comune fino al 1957 era Domegge.